# Ravine Melville
Die Ravine Melville, im Oberlauf Ravine Edwin, ist ein kurzer Fluss an der Westküste von Dominica im Parish Saint George.

## Geographie
Die Ravine Edwin entspringt bei Eggleston (Bells Estate) in den nordwestlichen Ausläufern des Morne Anglais. Der kurze Fluss verläuft in einem flachen nördlichen Bogen nach Westen und durchquert Reigate und Adville Battery. Im Unterlauf trägt er dann den Namen Ravine Melville. Der Fluss hat nur ein ganz schmales Einzugsgebiet, da er zwischen dem Einzugsgebiet des Canari River im Süden und dem Einzugsgebiet des Roseau River verläuft (der River Douce verläuft streckenweise parallel und nur wenige Meter entfernt.)
Die Ravine Melville mündet im Gebiet von Newtown (Fortuné Estate) in das Karibische Meer.